# Dusze na drodze
Dusze na drodze (jap. 路上の霊魂, trans. Rojō no reikon) – japoński film z 1921 roku w reżyserii Minoru Muraty. Ze względu na użyte środki narracyjne film uważany jest za przełomowy dla kinematografii japońskiej.